# Società missionaria di San Giuseppe di Mill Hill
La Società missionaria di San Giuseppe di Mill Hill (in latino Societas Missionariorum S. Ioseph de Mill Hill; in inglese St. Joseph's Missionary Society of Mill Hill) è una società clericale di vita apostolica di diritto pontificio. I membri di questa società pospongono al loro nome la sigla M.H.M.

## Storia

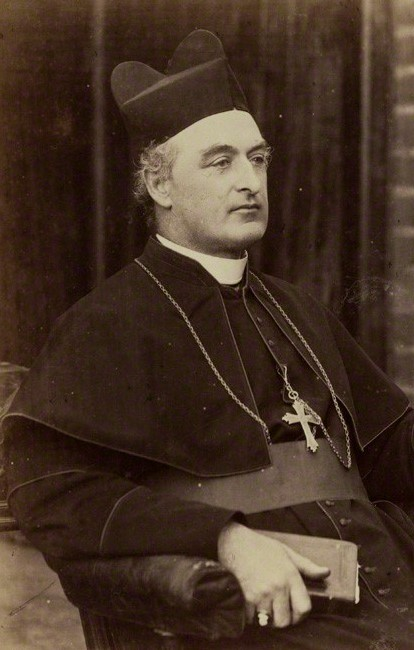
Herbert Vaughan, fondatore della società

La congregazione venne fondata da Herbert Vaughan (1832-1903) per formare il clero missionario da inviare nelle colonie inglesi: quando manifestò l'intento di aprire, a tal fine, un seminario presso Londra a Nicholas Wiseman, arcivescovo di Westminster, questi gli rivelò che anche Vincenzo Pallotti, a Roma, aveva suggerito di dare vita a un istituto simile.
Il 1º marzo 1866 Vaugham, insieme a un professore e a uno studente, prese possesso della Holcombe House a Mill Hill, un sobborgo di Londra: il seminario venne inaugurato il 19 marzo successivo (festa di san Giuseppe) da Henry Edward Manning, successore di Wiseman alla guida dell'arcidiocesi di Westminster.
Nel 1879 Vaugham affidò ad Alice Ingham il servizio domestico nel collegio dando così inizio alle Suore Francescane Missionarie di San Giuseppe, il ramo femminile della congregazione.
Le prime filiali della società vennero aperte in Tirolo, Germania e in Belgio al fine di reclutare missionari; nel 1871 venne fondata la prima missione negli Stati Uniti d'America, per l'apostolato presso la popolazione afroamericana, e dal ramo statunitense della congregazione ebbe origine la Società di San Giuseppe del Sacro Cuore; vennero poi aperte missioni in India (1875), Afghanistan (1879), Borneo (1881), Nuova Zelanda (1885), Uganda (1894), Congo belga (1905) e ai Caraibi (1912).
La società ricevette il pontificio decreto di lode il 28 gennaio 1897; venne approvata definitivamente dalla Santa Sede il 25 aprile 1908 e le sue costituzioni vennero approvate dalla Congregazione di Propaganda Fide l'8 luglio 1925.

## Attività e diffusione
La società si dedica essenzialmente all'attività missionaria.
I missionari di Mill Hill vengono reclutati tradizionalmente nel Regno Unito, in Irlanda, Paesi Bassi, Italia (Alto Adige) e Austria (da tempi più recenti anche negli Stati Uniti d'America in India, Kenya, Uganda, Camerun, Repubblica Democratica del Congo, Filippine); svolgono il loro apostolato in India, Pakistan, Malaysia, Filippine, Uganda, Kenya, Sudan, Repubblica Democratica del Congo, Camerun, Ecuador, Brasile, Nuova Zelanda, Australia, Falkland e Isole dell'Atlantico del Sud. La sede generalizia è a Mill Hill.
Al 31 dicembre 2005, la compagnia contava 32 case e 619 membri, 427 dei quali sacerdoti.

## Note

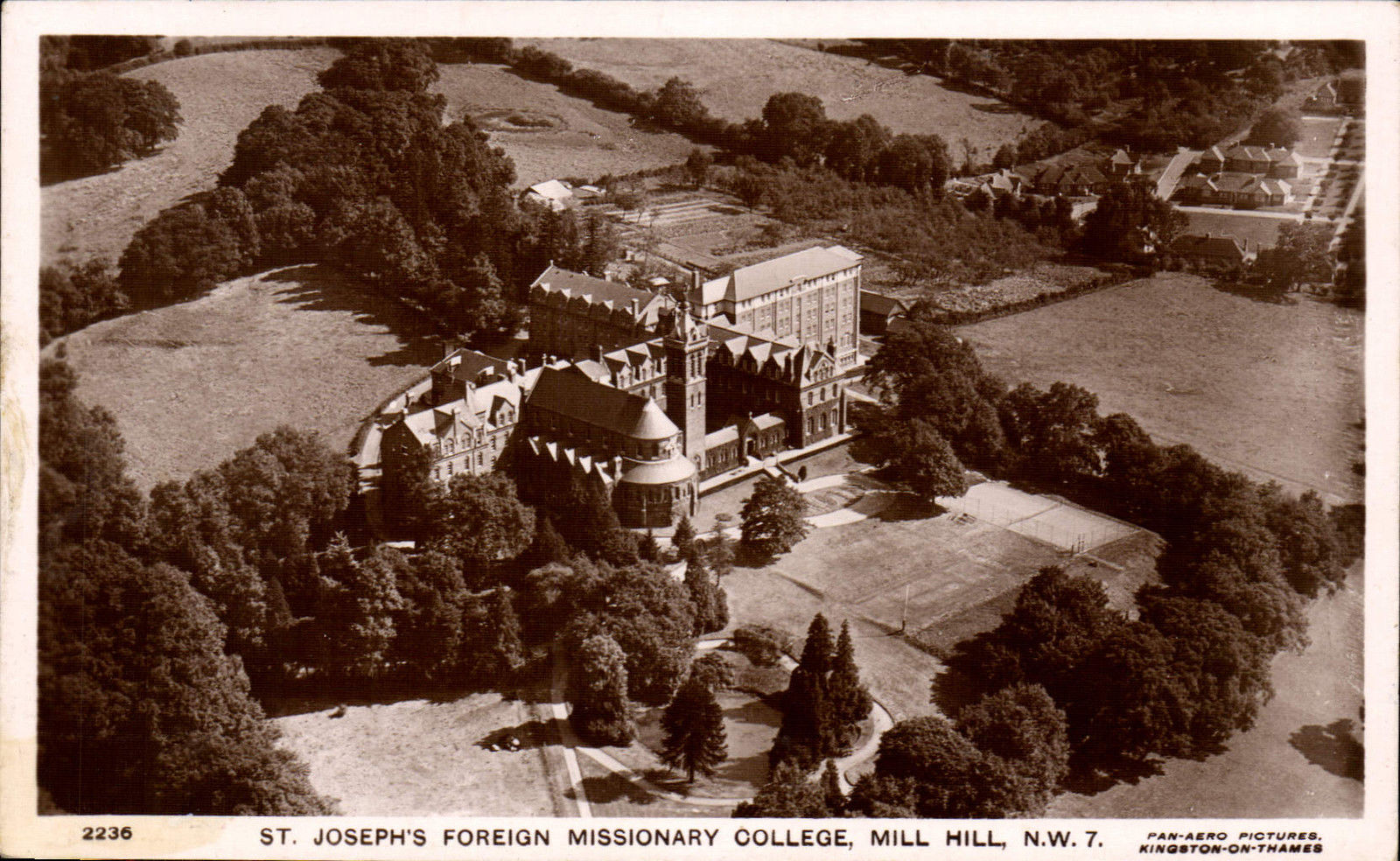
St. Joseph's College, chiuso in 2006